# Negi Haruba
Negi Haruba (春場 ねぎ?, Haruba Negi; 27 luglio 1991) è un fumettista giapponese.
È noto per il suo manga The Quintessential Quintuplets, che è stato serializzato sulla rivista Weekly Shōnen Magazine di Kōdansha da agosto 2017 a febbraio 2020. Nel maggio 2019, ha vinto il premio per il miglior manga shōnen alla 43ª edizione del Premio Kōdansha per i manga, insieme a To Your Eternity di Ōima Yoshitoki. È stato il quinto manga più venduto in Giappone nel 2019.
Secondo Haruba, il suo pseudonimo "Haruba Negi" deriva dal protagonista di Negima, Negi Springfield. Alla cerimonia di premiazione della 43ª edizione del Premio Kōdansha per i manga, Haruba ha affermato che è stato "speciale" per lui essere selezionato da Ken Akamatsu, che è stato uno dei giudici del premio e il creatore di Negima! Magister Negi Magi.

## Carriera come fumettista

### Serie
- Karma of Purgatory (煉獄のカルマ?, Rengoku no Karuma) (serializzato su Weekly Shōnen Magazine) (2014-2015)
- The Quintessential Quintuplets (五等分の花嫁?, Go-Tōbun no Hanayome) (serializzato su Weekly Shōnen Magazine) (2017-2020)
- Squalificati - Ranger Reject (戦隊大失格?, Sentai Daishikkaku) (serializzato su Weekly Shōnen Magazine) (2021-presente)

### One-shot
- Coward-Cross-World (rivista SPECIAL 2013 Numero 4)
- Ura Sekai Communication (Monthly Comic Dengeki Daioh, settembre 2014)
- Vampire Killer (Weekly Shōnen Magazine, Fusione 2 e 3 del 2016)
- The Quintessential Quintuplets (Weekly Shōnen Magazine, 2017 Numero 8)